# 塘岗遗址
塘岗遗址，位于安徽省合肥市蜀山区南岗镇鸡鸣村，是一处商周时期遗址。遗址被认为是古淮夷氏族有巢氏后裔的一处村落，共发现7处房址，既有半干栏式建筑也有地面室居建筑。安徽历史文化研究中心研究员许昭堂认为，处于上游的塘岗遗址与随后发展出的四里河一代聚落、乃至合肥城邑的早期历史具有一定的内在联系。2018年被列为第六批合肥市文物保护单位。